# Brahmina latericostata
Brahmina latericostata är en skalbaggsart som beskrevs av Leon Fairmaire 1888. Brahmina latericostata ingår i släktet Brahmina och familjen Melolonthidae. Inga underarter finns listade.